# Großer Preis von Kanada 2015
Der Große Preis von Kanada 2015 (offiziell Formula 1 Grand Prix du Canada 2015) fand am 7. Juni auf dem Circuit Gilles-Villeneuve in Montreal statt und war das siebte Rennen der Formel-1-Weltmeisterschaft 2015.

## Bericht

### Hintergründe
Nach dem Großen Preis von Monaco führte Lewis Hamilton in der Fahrerwertung mit zehn Punkten vor Nico Rosberg und mit 28 Punkten vor Sebastian Vettel. In der Konstrukteurswertung führte Mercedes mit 84 Punkten vor Ferrari und mit 161 Punkten vor Williams.
Beim Großen Preis von Kanada stellte Pirelli den Fahrern die Reifenmischungen P Zero Soft (gelb) und P Zero Supersoft (rot) sowie für Nässe Cinturato Intermediates (grün) und Cinturato Full-Wets (blau) zur Verfügung.
Vor dem Rennen wurde bekannt, dass Ferrari und Honda beim Rennen weiterentwickelte Versionen ihrer Motoren verwendeten. Ferrari benutzte dafür drei der noch zur Verfügung stehenden Token. Das Kundenteam Sauber trat noch mit der alten Motorenversion an und sollte die weiterentwickelten Motoren erst beim Großen Preis von Belgien im August erhalten. Neben Änderungen, die im Hinsicht auf die Zuverlässigkeit vorgenommen wurden, investierte Honda zwei der zur Verfügung stehenden Token für eine Überarbeitung des Hybridsystems.
Manor Marussia trat beim Großen Preis von Kanada erstmals mit Sponsorenlogos auf den Fahrzeugen an, vor dem Rennen wurde Airbnb als neuer Sponsor vorgestellt.
Im Vergleich zum Vorjahr wurden kleinere Veränderungen an der Strecke vorgenommen. In der Auslaufzone von Kurve 10 wurden die Streckenbegrenzung und die Fangzäune erneuert, zudem wurden dort und in Kurve 12 die Leitplanken durch Mauern auf beiden Streckenseiten ersetzt. In der Auslaufzone der Schikane vor der Start-Ziel-Geraden wurden Pfähle aufgestellt. Hier müssen die Piloten einer vorgegebenen Streckenführung folgen, falls sie sich vor der Schikane verbremsen. In der Vergangenheit hatte es mehrfach Diskussionen gegeben, da sich Fahrer durch das Auslassen der Schikane einen Vorteil verschafft hatten.
Es gab zwei DRS-Zonen, die im Vergleich zum Vorjahr unverändert blieben. Die erste Zone begann nach der Pits Hairpin, genau 55 Meter vor der darauffolgenden Vollgas-Kurve. Die zweite Zone befand sich auf der Start-Ziel-Geraden und begann 70 Meter nach der letzten Kurve. Für beide DRS-Zonen gab es, genau wie beim Saisonauftakt in Australien, nur einen Messpunkt, so dass bei einem erfolgreichen Überholmanöver in der ersten Zone der dann vorausfahrende Fahrer in der zweiten Zone das DRS erneut verwenden durfte.
Pastor Maldonado, Sergio Pérez (jeweils vier), Marcus Ericsson (drei), Jenson Button, Romain Grosjean, Nico Hülkenberg, Roberto Merhi und Max Verstappen (jeweils zwei) gingen mit Strafpunkten ins Rennwochenende.
Mit Hamilton (dreimal), Kimi Räikkönen, Fernando Alonso, Button, Vettel und Daniel Ricciardo (jeweils einmal) traten sechs ehemalige Sieger zu diesem Grand Prix an.
Als Rennkommissare fungierten Silvia Bellot (ESP), Garry Connelly (AUS), Alan Jones (AUS) und Mike Kaerne (CAN).

### Training
Im ersten freien Training fuhr Hamilton in 1:16,212 Minuten die Bestzeit vor Rosberg und Grosjean.
Im zweiten freien Training fuhr Hamilton in 1:15,988 Minuten die Bestzeit vor Vettel und Räikkönen. Gegen Mitte des Trainings begann es zu regnen, so dass die meisten Fahrer an der Box blieben. Hamilton war einer der wenigen Fahrer, die trotzdem auf die Strecke gingen. Da trotz starken Regens nur Intermediates auf seinem Wagen montiert waren, kam er aufgrund von Aquaplaning in Kurve 10 von der Strecke ab und prallte in die Streckenbegrenzung, dabei wurden der Frontflügel und die Fahrzeugnase seines Mercedes beschädigt.
Im dritten freien Training fuhr Rosberg in 1:15,660 Minuten die Bestzeit vor Räikkönen und Grosjean. Das Training musste zweimal unterbrochen werden. Zu der ersten Unterbrechung führte ein Unfall von Felipe Nasr, der beim Zickzack-Fahren, um die Reifen aufzuwärmen, mit aktiviertem DRS die Kontrolle über seinen Wagen verlor und gegen die Streckenbegrenzung prallte. Die zweite Unterbrechung verursachte Button, der seinen Wagen mit einem Motorschaden am Streckenrand abstellen musste. Nachdem die Marshals rote Flaggen schwenkten, überholte Vettel Merhi auf dem Weg zurück in die Box. Da er dabei mehr als 300 km/h schnell fuhr, erhielt eine Startplatzstrafe in Höhe von fünf Plätzen und wurde mit drei Strafpunkten belegt.

### Qualifying
Das Qualifying bestand aus drei Teilen mit einer Nettolaufzeit von 45 Minuten. Im ersten Qualifying-Segment (Q1) hatten die Fahrer 18 Minuten Zeit, um sich für das Rennen zu qualifizieren. Alle Fahrer, die im ersten Abschnitt eine Zeit erzielten, die maximal 107 Prozent der schnellsten Rundenzeit betrug, qualifizierten sich für den Grand Prix. Die besten 15 Fahrer erreichten den nächsten Teil. Grosjean fuhr die schnellste Rundenzeit. Button konnte wegen eines Motorwechsels nicht am Qualifying teilnehmen und qualifizierte sich somit nicht für das Rennen. Die Rennkommissare erlaubten ihm, am Rennen teilzunehmen und von Platz 20 zu starten. Die Manor-Piloten, Felipe Massa und Vettel schieden aus. Massa klagte am Teamfunk über Leistungsverlust, Vettel konnte wegen eines defekten Transistors nicht die volle Leistung seines Antriebs abrufen.
Der zweite Abschnitt (Q2) dauerte 15 Minuten. Die schnellsten zehn Piloten qualifizierten sich für den dritten Teil des Qualifyings. Hamilton war Schnellster. Die Sauber-Piloten, Alonso und die Toro Rosso-Fahrer schafften es nicht in den letzten Teil des Zeitentrainings.
Der finale Abschnitt ging über eine Zeit von zwölf Minuten, in denen die ersten zehn Startpositionen vergeben wurden. Hamilton fuhr die Bestzeit vor Rosberg und Räikkönen. Er errang damit seine sechste Pole-Position in diesem Jahr.
Verstappen, dem für das Verursachen einer Kollision beim Großen Preis von Monaco bereits eine Startplatzstrafe auferlegt wurde, erhielt eine zusätzliche Startplatzstrafe in Höhe von zehn Plätzen, da bei seinem Fahrzeug der fünfte Verbrennungsmotor eingebaut wurde. Da er nicht genügend Startplätze rückversetzt werden konnte, erhielt er eine Zehn-Sekunden-Zeitstrafe, die er bei seinem ersten Boxenstopp im Rennen absitzen musste. Da Button in seinem Wagen die fünfte MGU-H und den fünften Turbolader verwendete, jedoch bereits vom letzten Platz startete, wurde die fällige Startplatzstrafe in eine Durchfahrtsstrafe im Rennen umgewandelt.

### Rennen

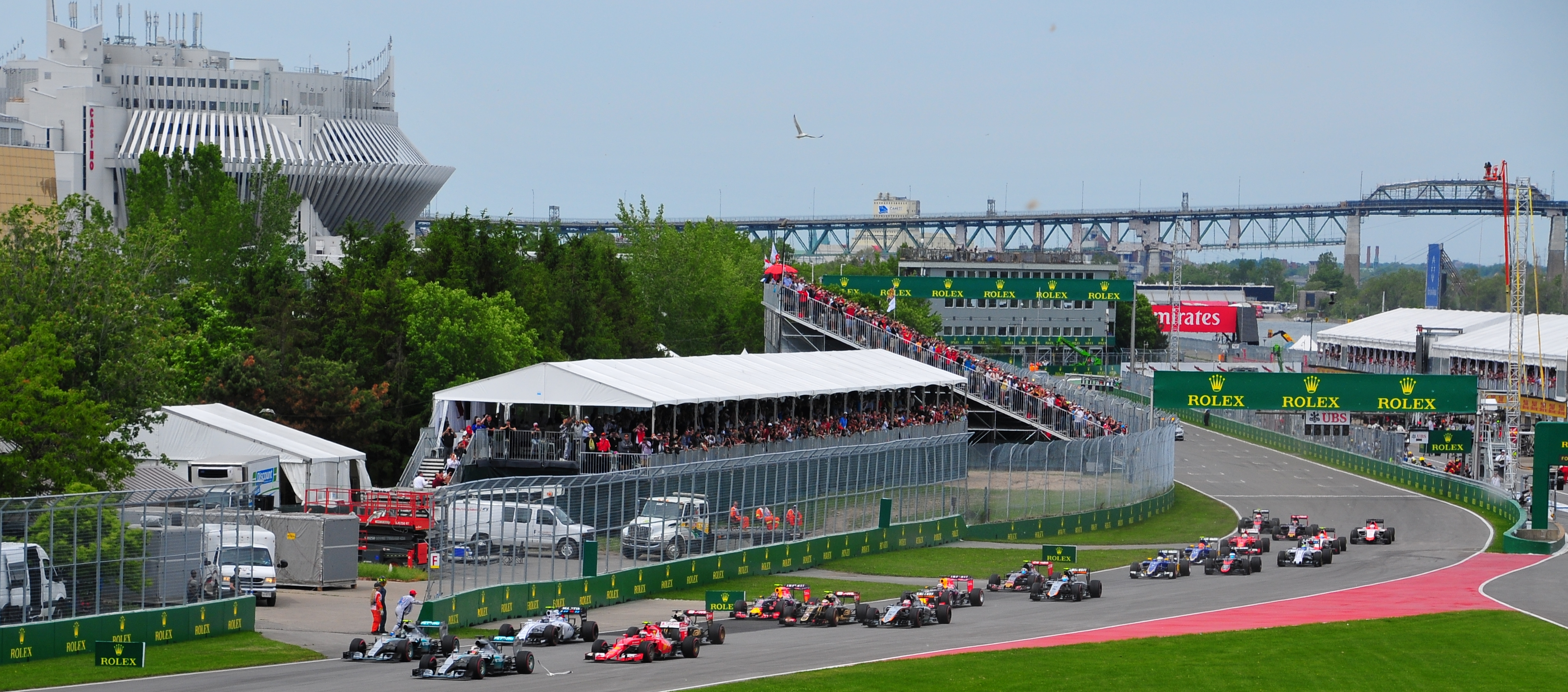
Hamilton behält beim Start die Führung vor Rosberg

Zu Beginn des Rennens kamen alle Fahrer an der Spitze der Startaufstellung ohne Zwischenfälle und ohne Positionsveränderungen davon. Am Ende der dritten Kurve konnte Hülkenberg Maldonado überholen und sich den sechsten Platz sichern. Vettel und Massa, die beide vom hinteren Ende der Startaufstellung starteten, machten zu Beginn des Rennens Plätze gut und belegten in der neunten Runde die Plätze zwölf und dreizehn, als Vettel zu seinem ersten Stopp in die Boxengasse kam. Der Boxenstopp verlief nicht gut, da sein Auto etwa sechs Sekunden lang stillstand. Massa wiederum überholte Ericsson zwei Runden später in einem Rad-an-Rad-Manöver in den Kurven eins und zwei und belegte den elften Platz. In der Zwischenzeit hatte Hamilton an der Spitze einen ausreichenden Abstand zum zweitplatzierten Rosberg aufgebaut, um Rosberg die Chance zu nehmen, DRS zu nutzen und zu überholen.
In Runde 14 hatte Massa den Rennsieger von 2014, Ricciardo, überholt und rückte auf den zehnten Platz vor. Die ersten Boxenstopps an der Spitze begannen in Runde 18, als Maldonado vom siebten Platz aus einen Boxenstopp einlegte. Während Massa in Runde 21 Daniil Kwjat überholte und sich den siebten Platz sicherte, blieb Vettel auf dem 16. Platz hinter dem McLaren von Alonso hängen, der angewiesen wurde, Kraftstoff zu sparen, ein Problem, das auch seinen Teamkollegen Button betraf. In Runde 23 hatte Vettel jedoch Alonso und die beiden Toro Rosso-Autos Verstappen und Carlos Sainz jr. überholt und rückte auf den 13. Platz vor.
In Runde 28 kam Räikkönen als erster der Top-Fahrer als Vierter an die Box, drehte sich jedoch in der Haarnadelkurve, was sich wie ein Vorfall aus dem Jahr 2014 wiederholte. Der Vorfall kostete ihn zwölf Sekunden und ermöglichte es Valtteri Bottas, vor ihm zu bleiben, nachdem er in Runde 30 einen Boxenstopp eingelegt hatte. Hamilton legte in derselben Runde einen Boxenstopp ein, Rosberg folgte zwei Runden später, beide ohne Zwischenfälle. Zu diesem Zeitpunkt lag Rosberg etwa 1,5 Sekunden hinter seinem Teamkollegen. Weitere vier Runden später absolvierte Vettel seinen zweiten und letzten Rennstopp. Massa kam in Runde 38 zu seinem einzigen Stopp, zog die Supersoft-Reifen auf und fiel vom sechsten auf den neunten Platz zurück. Räikkönen legte in Runde 42 erneut einen Boxenstopp ein und blieb auf dem vierten Platz vor Grosjean.

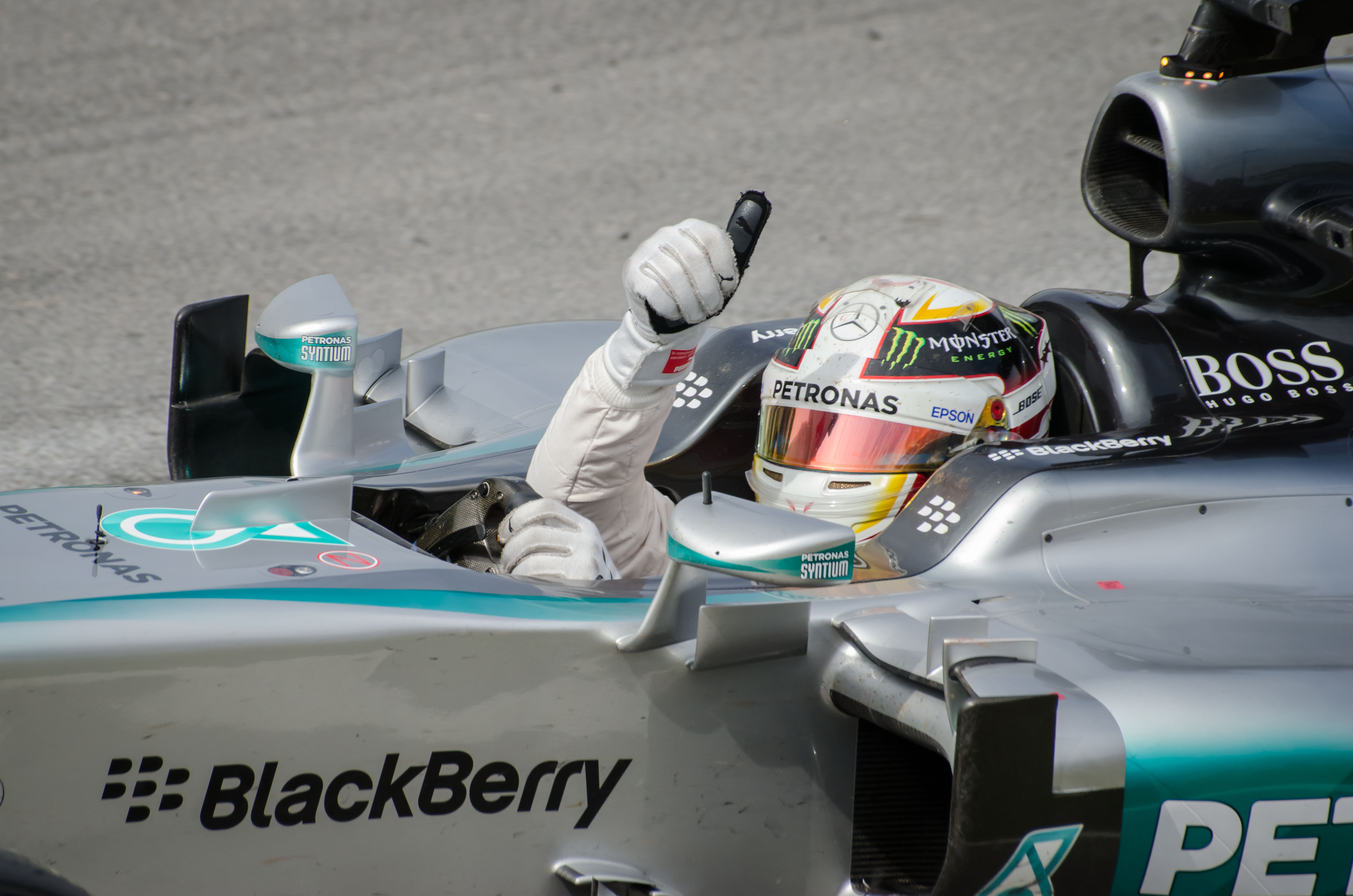
Hamilton feiert seinen Sieg nach dem Rennen.

In Runde 46 überholte Vettel in der letzten Schikane Hülkenberg und war Achter. Es kam zu keiner Berührung zwischen den beiden Fahrern, aber das Force-India-Auto drehte sich, um der Mauer außen in der letzten Kurve auszuweichen. Zwei Runden später schied Alonso als erster Fahrer wegen mechanischer Probleme aus dem Rennen aus, es war sein dritter Ausfall in Folge. In Runde 52 versuchte Grosjean Will Stevens zu überrunden, wobei er sich dabei den linken Hinterreifen aufschlitzte. Der Vorfall brachte ihm auch eine Zeitstrafe von fünf Sekunden ein. Der andere Lotus von Maldonado verlor ebenfalls eine Position, als Vettel in Runde 56 an ihm vorbeizog und den fünften Platz belegte. Zwei Runden später schloss sich Button seinem Teamkollegen an, der ausschied und von seinem Team in die Boxengasse gerufen wurde. In der 64. Runde überholte Massa Maldonado auf dem sechsten Platz.
Hamilton gewann das Rennen vor Rosberg und Bottas. Es war Hamiltons vierter Sieg und der vierte Doppelsieg für Mercedes im Jahr 2015, außerdem der 37. seiner Karriere. Für Bottas und Williams war es der erste Podestplatz in der Saison, es war somit der erste Grand Prix, bei dem nicht beide Mercedes-Piloten und ein Ferrari-Pilot auf dem Podium standen. Die Top 10 komplettierten Räikkönen, Vettel, Massa, Maldonado, Hülkenberg, Kwjat und Grosjean.
In der Fahrer- und der Konstrukteursweltmeisterschaft blieben die ersten drei Positionen unverändert.

## Meldeliste
| Team                          | Nr. | Fahrer           | Chassis                | Motor                       | Reifen |
| ----------------------------- | --- | ---------------- | ---------------------- | --------------------------- | ------ |
| Mercedes AMG Petronas F1 Team | 44  | Lewis Hamilton   | Mercedes F1 W06 Hybrid | Mercedes-Benz PU106B Hybrid | P      |
| Mercedes AMG Petronas F1 Team | 06  | Nico Rosberg     | Mercedes F1 W06 Hybrid | Mercedes-Benz PU106B Hybrid | P      |
| Infiniti Red Bull Racing      | 03  | Daniel Ricciardo | Red Bull RB11          | Renault Energy F1 2015      | P      |
| Infiniti Red Bull Racing      | 26  | Daniil Kwjat     | Red Bull RB11          | Renault Energy F1 2015      | P      |
| Williams Martini Racing       | 19  | Felipe Massa     | Williams FW37          | Mercedes-Benz PU106B Hybrid | P      |
| Williams Martini Racing       | 77  | Valtteri Bottas  | Williams FW37          | Mercedes-Benz PU106B Hybrid | P      |
| Scuderia Ferrari              | 05  | Sebastian Vettel | Ferrari SF15-T         | Ferrari 059/4               | P      |
| Scuderia Ferrari              | 07  | Kimi Räikkönen   | Ferrari SF15-T         | Ferrari 059/4               | P      |
| McLaren Honda                 | 14  | Fernando Alonso  | McLaren MP4-30         | Honda RA615H                | P      |
| McLaren Honda                 | 22  | Jenson Button    | McLaren MP4-30         | Honda RA615H                | P      |
| Sahara Force India F1 Team    | 27  | Nico Hülkenberg  | Force India VJM08      | Mercedes-Benz PU106B Hybrid | P      |
| Sahara Force India F1 Team    | 11  | Sergio Pérez     | Force India VJM08      | Mercedes-Benz PU106B Hybrid | P      |
| Scuderia Toro Rosso           | 33  | Max Verstappen   | Toro Rosso STR10       | Renault Energy F1 2015      | P      |
| Scuderia Toro Rosso           | 55  | Carlos Sainz jr. | Toro Rosso STR10       | Renault Energy F1 2015      | P      |
| Lotus F1 Team                 | 08  | Romain Grosjean  | Lotus E23 Hybrid       | Mercedes-Benz PU106B Hybrid | P      |
| Lotus F1 Team                 | 13  | Pastor Maldonado | Lotus E23 Hybrid       | Mercedes-Benz PU106B Hybrid | P      |
| Manor Marussia F1 Team        | 28  | Will Stevens     | Marussia MR03          | Ferrari 059/3               | P      |
| Manor Marussia F1 Team        | 98  | Roberto Merhi    | Marussia MR03          | Ferrari 059/3               | P      |
| Sauber F1 Team                | 09  | Marcus Ericsson  | Sauber C34             | Ferrari 059/4               | P      |
| Sauber F1 Team                | 12  | Felipe Nasr      | Sauber C34             | Ferrari 059/4               | P      |

## Klassifikationen

### Qualifying
| Pos.                                                                      | Fahrer           | Konstrukteur         | Q1         | Q2       | Q3       | Start |
| ------------------------------------------------------------------------- | ---------------- | -------------------- | ---------- | -------- | -------- | ----- |
| 01                                                                        | Lewis Hamilton   | Mercedes             | 1:15,895   | 1:14,661 | 1:14,393 | 01    |
| 02                                                                        | Nico Rosberg     | Mercedes             | 1:15,893   | 1:14,673 | 1:14,702 | 02    |
| 03                                                                        | Kimi Räikkönen   | Ferrari              | 1:16,259   | 1:15,348 | 1:15,014 | 03    |
| 04                                                                        | Valtteri Bottas  | Williams-Mercedes    | 1:16,552   | 1:15,506 | 1:15,102 | 04    |
| 05                                                                        | Romain Grosjean  | Lotus-Mercedes       | 1:15,833   | 1:15,187 | 1:15,194 | 05    |
| 06                                                                        | Pastor Maldonado | Lotus-Mercedes       | 1:16,098   | 1:15,622 | 1:15,329 | 06    |
| 07                                                                        | Nico Hülkenberg  | Force India-Mercedes | 1:16,186   | 1:15,706 | 1:15,614 | 07    |
| 08                                                                        | Daniil Kwjat     | Red Bull-Renault     | 1:16,415   | 1:15,891 | 1:16,079 | 08    |
| 09                                                                        | Daniel Ricciardo | Red Bull-Renault     | 1:16,410   | 1:16,006 | 1:16,114 | 09    |
| 10                                                                        | Sergio Pérez     | Force India-Mercedes | 1:16,827   | 1:15,974 | 1:16,338 | 10    |
| 11                                                                        | Carlos Sainz jr. | Toro Rosso-Renault   | 1:16,611   | 1:16,042 | –        | 11    |
| 12                                                                        | Max Verstappen   | Toro Rosso-Renault   | 1:16,361   | 1:16,245 | –        | 19    |
| 13                                                                        | Marcus Ericsson  | Sauber-Ferrari       | 1:16,796   | 1:16,262 | –        | 12    |
| 14                                                                        | Fernando Alonso  | McLaren-Honda        | 1:17,012   | 1:16,276 | –        | 13    |
| 15                                                                        | Felipe Nasr      | Sauber-Ferrari       | 1:16,968   | 1:16,620 | –        | 14    |
| 16                                                                        | Sebastian Vettel | Ferrari              | 1:17,344   | –        | –        | 18    |
| 17                                                                        | Felipe Massa     | Williams-Mercedes    | 1:17,886   | –        | –        | 15    |
| 18                                                                        | Roberto Merhi    | Marussia-Ferrari     | 1:19,133   | –        | –        | 16    |
| 19                                                                        | Will Stevens     | Marussia-Ferrari     | 1:19,157   | –        | –        | 17    |
| 107-Prozent-Zeit: 1:21,141 min (bezogen auf Q1-Bestzeit von 1:15,833 min) |                  |                      |            |          |          |       |
| DNQ                                                                       | Jenson Button    | McLaren-Honda        | keine Zeit | –        | –        | 20    |

Anmerkungen
1. ↑  Verstappen wurde wegen des Verursachens einer Kollision und der Verwendung des fünften Verbrennungsmotors um insgesamt fünfzehn Startpositionen nach hinten versetzt.
2. ↑  Vettel wurde wegen Überholens unter roten Flaggen um fünf Startpositionen nach hinten versetzt.
3. ↑  Button wurde wegen der Verwendung der fünften MGU-H um zehn Startpositionen nach hinten versetzt. Die Strafe wurde in eine Zehn-Sekunden-Zeitstrafe umgewandelt.

### Rennen
| Pos. | Fahrer           | Konstrukteur         | Runden | Stopps | Zeit        | Start | Schnellste Runde |
| ---- | ---------------- | -------------------- | ------ | ------ | ----------- | ----- | ---------------- |
| 01   | Lewis Hamilton   | Mercedes             | 70     | 1      | 1:31:53,145 | 01    | 1:17,472 (64.)   |
| 02   | Nico Rosberg     | Mercedes             | 70     | 1      | + 2,285     | 02    | 1:17,637 (63.)   |
| 03   | Valtteri Bottas  | Williams-Mercedes    | 70     | 1      | + 40,666    | 04    | 1:17,922 (67.)   |
| 04   | Kimi Räikkönen   | Ferrari              | 70     | 2      | + 45,625    | 03    | 1:16,987 (42.)   |
| 05   | Sebastian Vettel | Ferrari              | 70     | 2      | + 49,903    | 18    | 1:17,105 (59.)   |
| 06   | Felipe Massa     | Williams-Mercedes    | 70     | 1      | + 56,381    | 15    | 1:17,553 (64.)   |
| 07   | Pastor Maldonado | Lotus-Mercedes       | 70     | 1      | + 1:06,664  | 06    | 1:18,385 (51.)   |
| 08   | Nico Hülkenberg  | Force India-Mercedes | 69     | 1      | + 1 Runde   | 07    | 1:18,238 (66.)   |
| 09   | Daniil Kwjat     | Red Bull-Renault     | 69     | 1      | + 1 Runde   | 08    | 1:18,048 (69.)   |
| 10   | Romain Grosjean  | Lotus-Mercedes       | 69     | 1      | + 1 Runde   | 05    | 1:17,969 (51.)   |
| 11   | Sergio Pérez     | Force India-Mercedes | 69     | 1      | + 1 Runde   | 10    | 1:18,889 (49.)   |
| 12   | Carlos Sainz jr. | Toro Rosso-Renault   | 69     | 1      | + 1 Runde   | 11    | 1:18,811 (61.)   |
| 13   | Daniel Ricciardo | Red Bull-Renault     | 69     | 1      | + 1 Runde   | 09    | 1:19,060 (67.)   |
| 14   | Marcus Ericsson  | Sauber-Ferrari       | 69     | 1      | + 1 Runde   | 12    | 1:18,890 (58.)   |
| 15   | Max Verstappen   | Toro Rosso-Renault   | 69     | 1      | + 1 Runde   | 19    | 1:18,616 (50.)   |
| 16   | Felipe Nasr      | Sauber-Ferrari       | 68     | 1      | + 2 Runden  | 14    | 1:19,088 (47.)   |
| 17   | Will Stevens     | Marussia-Ferrari     | 66     | 1      | + 4 Runden  | 17    | 1:20,707 (38.)   |
| –    | Roberto Merhi    | Marussia-Ferrari     | 57     | 1      | DNF         | 16    | 1:20,804 (37.)   |
| –    | Jenson Button    | McLaren-Honda        | 54     | 2      | DNF         | 20    | 1:18,856 (49.)   |
| –    | Fernando Alonso  | McLaren-Honda        | 44     | 1      | DNF         | 13    | 1:19,580 (41.)   |

## WM-Stände nach dem Rennen
Die ersten zehn des Rennens bekamen 25, 18, 15, 12, 10, 8, 6, 4, 2 bzw. 1 Punkt(e).

### Fahrerwertung
| Pos. | Fahrer           | Konstrukteur         | Punkte |
| ---- | ---------------- | -------------------- | ------ |
| 01   | Lewis Hamilton   | Mercedes             | 151    |
| 02   | Nico Rosberg     | Mercedes             | 134    |
| 03   | Sebastian Vettel | Ferrari              | 108    |
| 04   | Kimi Räikkönen   | Ferrari              | 72     |
| 05   | Valtteri Bottas  | Williams-Mercedes    | 57     |
| 06   | Felipe Massa     | Williams-Mercedes    | 47     |
| 07   | Daniel Ricciardo | Red Bull-Renault     | 35     |
| 08   | Daniil Kwjat     | Red Bull-Renault     | 19     |
| 09   | Romain Grosjean  | Lotus-Mercedes       | 17     |
| 10   | Felipe Nasr      | Sauber-Ferrari       | 16     |
| 11   | Sergio Pérez     | Force India-Mercedes | 11     |

| Pos. | Fahrer           | Konstrukteur         | Punkte |
| ---- | ---------------- | -------------------- | ------ |
| 12   | Nico Hülkenberg  | Force India-Mercedes | 10     |
| 13   | Carlos Sainz jr. | Toro Rosso-Renault   | 9      |
| 14   | Max Verstappen   | Toro Rosso-Renault   | 6      |
| 15   | Pastor Maldonado | Lotus-Mercedes       | 6      |
| 16   | Marcus Ericsson  | Sauber-Ferrari       | 5      |
| 17   | Jenson Button    | McLaren-Honda        | 4      |
| 18   | Fernando Alonso  | McLaren-Honda        | 0      |
| 19   | Roberto Merhi    | Marussia-Ferrari     | 0      |
| 20   | Will Stevens     | Marussia-Ferrari     | 0      |
| –    | Kevin Magnussen  | McLaren-Honda        | 0      |

### Konstrukteurswertung
| Pos. | Konstrukteur      | Punkte |
| ---- | ----------------- | ------ |
| 1    | Mercedes          | 285    |
| 2    | Ferrari           | 180    |
| 3    | Williams-Mercedes | 104    |
| 4    | Red Bull-Renault  | 54     |
| 5    | Lotus-Mercedes    | 23     |

| Pos. | Konstrukteur         | Punkte |
| ---- | -------------------- | ------ |
| 06   | Sauber-Ferrari       | 21     |
| 07   | Force India-Mercedes | 21     |
| 08   | Toro Rosso-Renault   | 15     |
| 09   | McLaren-Honda        | 4      |
| 10   | Marussia-Ferrari     | 0      |